# Sadeillan
Sadeillan är en kommun i departementet Gers i regionen Occitanien i sydvästra Frankrike. Kommunen ligger i kantonen Miélan som tillhör arrondissementet Mirande. År 2022 hade Sadeillan 83 invånare.

## Befolkningsutveckling
Antalet invånare i kommunen Sadeillan
Referens:INSEE